# Epsilonska sjekira
Epsilonska sjekira, vrsta bojne sjekire nazvana po svom obliku koji podsjeća na grčko slovo epsilon. Ova sjekira je bila popularna diljem drevnog Bliskog istoka odakle se proširila u istočnu Europu, Rusiju i Skandinaviju. Sjekira je prikazana i na egipatskim hijeroglifima, gdje bi ju ratnik držao u jednoj ruci, a štit u drugoj. Neki povjesničari smatraju da se epsilonska sjekira možda davala ratnicima nižeg ranga, dok bi glavne snage imale kopeš.
Sjekira je bila napravljena od bronce ili bakra. Brončane inačice iz Asirije čuvaju se u Britanskom muzeju. Ovo oružje nije dobro probijalo oklope pa bi se uglavnom koristilo protiv slabo oklopljenih protivnika.
Ima sličan dizajn kao i berdiš, uz nekoliko ključnih razlika: sječivo epsilonske sjekire je na dršku spojeno na tri mjesta: gore, dolje i na sredini, a berdiš samo na jednom. Ovo ju je činilo izdržljivijom od izduženih sjekira koje su se lakše lomile. Zbog toga je bila i jeftinija za proizvesti, obzirom na to da se nije trebalo previše truditi oko čvrstoće, kao npr. u slučaju mačeva. Njezina drška također ne završava na sječivu nego se još malo nastavlja. Ovo ograničava epsilonsku sjekiru na oružje koje se u potpunosti oslanja na zamah, a nimalo na ubadanje. Ova sjekira se prestala koristiti zbog sve češće upotrebe oklopa.